# Festa del Litorale sloveno
La festa del Litorale sloveno, ufficialmente festa dell'annessione del Litorale sloveno alla madrepatria (in sloveno Dan priključitve Primorske k matični domovini), è una festa che si svolge il 15 settembre di ogni anno a partire dal 2005, istituita dal presidente sloveno Janez Drnovšek in risposta al Giorno del ricordo che si svolge in Italia in ricordo dei martiri delle foibe e per l'esodo dal 2004.

## Storia
La festa, che ha suscitato molte polemiche in Italia, ricorda l'annessione del cosiddetto Litorale sloveno alla Repubblica Socialista Federale di Jugoslavia sotto la Repubblica Socialista di Slovenia (ora Slovenia) con il trattato di pace di Parigi entrato in vigore il 15 settembre 1947. La prima festa del Litorale sloveno è stata festeggiata a Portorose alla presenza del primo ministro Janez Janša. Mentre alla festa del 2008 di fronte a circa duemila persone, alla presenza del presidente della Repubblica Danilo Türk, dell'ex capo dello Stato Milan Kučan, il presidente del Parlamento France Cukjati e numerosi ministri e discorso celebrativo è stato pronunciato dal premier Janez Janša.
Nessun esponente della minoranza italiana era presente.
Il 23 ottobre 2024 l'Assemblea nazionale slovena, con i voti della coalizione, ha sostenuto l'emendamento alla legge sui giorni festivi e non feriali che rinomina la festa del ritorno del Litorale sloveno alla madrepatria in festa dell'annessione del Litorale sloveno alla madrepatria.
Secondo i partiti della coalizione di maggioranza la nuova denominazione della ricorrenza corrisponde di più alla realtà storica rispetto a quella di "ritorno".